# Annemarie Moserová-Pröllová
Annemarie Moserová-Pröllová (* 27. března 1953, Kleinarl, Rakousko) je bývalá rakouská lyžařka. Své první závody ve Světovém poháru vyhrála 17. ledna 1970. Celkově vyhrála 62 závodů Světového poháru. Vytvořila rekord SP, když v letech 1972 až 1974 zvítězila v jedenácti sjezdařských závodech v řadě.
Po zisku zlaté olympijské medaile ve sjezdu na hrách v Lake Placid 1980 ukončila lyžařskou kariéru. Otevřela si kavárnu v rodném Kleinarlu, kterou provozovala až do odchodu do penze. Její největší zálibou je lov zvěře. V roce 1999 byla zvolena rakouskou sportovkyní století i nejlepší světovou sjezdařkou století.
Rakouskou reprezentantkou v alpském lyžování byla také její mladší sestra Cornelia Pröllová.

## Umístění ve Světovém poháru
| Sezóna / Pořadí | Sezóna / Pořadí | Celkově | Celkově | Sjezd  | Sjezd | Super G | Super G | Obr.slalom | Obr.slalom | Slalom | Slalom | Kombinace | Kombinace |
| --------------- | --------------- | ------- | ------- | ------ | ----- | ------- | ------- | ---------- | ---------- | ------ | ------ | --------- | --------- |
| Sezóna / Pořadí | Sezóna / Pořadí | Pořadí  | Body    | Pořadí | Body  | Pořadí  | Body    | Pořadí     | Body       | Pořadí | Body   | Pořadí    | Body      |
| 1968/69         | 1968/69         | 16.     | 31      | 5.     | 20    | -       | -       | -          | -          | 15.    | 11     | -         | -         |
| 1969/70         | 1969/70         | 6.      | 110     | 8.     | 23    | -       | -       | 3.         | 60         | 14.    | 27     | -         | -         |
| 1970/71         | 1970/71         | 1.      | 210     | 1.     | 70    | -       | -       | 1.         | 75         | 3.     | 65     | -         | -         |
| 1971/72         | 1971/72         | 1.      | 269     | 1.     | 125   | -       | -       | 1.         | 115        | 9.     | 29     | -         | -         |
| 1972/73         | 1972/73         | 1.      | 297     | 1.     | 125   | -       | -       | 2.         | 94         | 18.    | 6      | -         | -         |
| 1973/74         | 1973/74         | 1.      | 268     | 1.     | 120   | -       | -       | 7.         | 35         | 5.     | 41     | -         | -         |
| 1974/75         | 1974/75         | 1.      | 305     | 1.     | 105   | -       | -       | 1.         | 125        | 4.     | 79     | -         | -         |
| 1976/77         | 1976/77         | 2.      | 246     | 2.     | 110   | -       | -       | 3.         | 60         | 11.    | 27     | -         | -         |
| 1977/78         | 1977/78         | 2.      | 147     | 1.     | 125   | -       | -       | 5.         | 60         | 8.     | 19     | -         | -         |
| 1978/79         | 1978/79         | 1.      | 243     | 1.     | 125   | -       | -       | 12.        | 41         | 2.     | 87     | -         | -         |
| 1979/80         | 1979/80         | 2.      | 259     | 2.     | 100   | -       | -       | 7.         | 44         | 3.     | 83     | 2.        | 80        |

## Vítězství ve Světovém poháru
| Datum             | Místo                           |
| ----------------- | ------------------------------- |
| 18. únor 1971     | Sugarloaf, USA                  |
| 19. únor 1971     | Sugarloaf, USA                  |
| 3. prosinec 1971  | St. Moritz, Švýcarsko           |
| 17. prosinec 1971 | Sestriere, Itálie               |
| 12. leden 1972    | Bad Gastein, Rakousko           |
| 18. leden 1972    | Grindelwald, Švýcarsko          |
| 25. únor 1972     | Crystal Mountain, USA           |
| 7. prosinec 1972  | Val-d'Isère, Francie            |
| 19. prosinec 1972 | Saalbach-Hinterglemm, Rakousko  |
| 9. leden 1973     | Pfronten, Německo               |
| 10. leden 1973    | Pfronten, Německo               |
| 16. leden 1973    | Grindelwald, Švýcarsko          |
| 25. leden 1973    | Chamonix, Francie               |
| 1. únor 1973      | Schruns, Rakousko               |
| 10. únor 1973     | St. Moritz, Švýcarsko           |
| 6. prosinec 1973  | Val-d'Isère, Francie            |
| 19. prosinec 1973 | Zell am See, Rakousko           |
| 5. leden 1974     | Pfronten, Německo               |
| 23. leden 1974    | Bad Gastein, Rakousko           |
| 12. prosinec 1974 | Cortina d'Ampezzo, Itálie       |
| 10. leden 1975    | Grindelwald, Švýcarsko          |
| 15. prosinec 1976 | Cortina d'Ampezzo, Itálie       |
| 8. leden 1977     | Pfronten, Německo               |
| 11. leden 1977    | Garmisch-Partenkirchen, Německo |
| 6. leden 1978     | Pfronten, Německo               |
| 7. leden 1978     | Pfronten, Německo               |
| 13. leden 1978    | Les Diablerets, Švýcarsko       |
| 11. březen 1978   | Bad Kleinkirchheim, Rakousko    |
| 12. březen 1978   | Bad Kleinkirchheim, Rakousko    |
| 9. prosinec 1978  | Piancavallo, Itálie             |
| 17. prosinec 1978 | Val-d'Isère, Francie            |
| 12. leden 1979    | Les Diablerets, Švýcarsko       |
| 17. leden 1979    | Hasliberg, Švýcarsko            |
| 26. leden 1979    | Schruns, Rakousko               |
| 2. březen 1979    | Lake Placid, USA                |
| 6. leden 1980     | Pfronten, Německo               |

| Datum             | Místo                          |
| ----------------- | ------------------------------ |
| 17. leden 1970    | Maribor, Jugoslávie            |
| 10. březen 1971   | Abetone, Itálie                |
| 11. březen 1971   | Abetone, Itálie                |
| 14. březen 1971   | Åre, Švédsko                   |
| 22. leden 1972    | Saint-Gervais, Francie         |
| 19. únor 1972     | Banff, Kanada                  |
| 1. březen 1972    | Heavenly Valley, USA           |
| 20. prosinec 1972 | Saalbach-Hinterglemm, Rakousko |
| 20. leden 1973    | Saint-Gervais, Francie         |
| 2. březen 1973    | Mont Sainte-Anne, Kanada       |
| 7. prosinec 1974  | Val-d'Isère, Francie           |
| 9. leden 1975     | Grindelwald, Švýcarsko         |
| 11. leden 1975    | Grindelwald, Švýcarsko         |
| 19. leden 1975    | Sarajevo, Jugoslávie           |
| 23. únor 1975     | Naeba, Japonsko                |
| 17. březen 1978   | Arosa, Švýcarsko               |

| Datum             | Místo                            |
| ----------------- | -------------------------------- |
| 4. leden 1971     | Maribor, Jugoslávie              |
| 29. leden 1971    | Saint-Gervais-les-Bains, Francie |
| 15. prosinec 1979 | Piancavallo, Itálie              |

| Datum             | Místo                  |
| ----------------- | ---------------------- |
| 10. leden 1975    | Grindelwald, Švýcarsko |
| 15. leden 1975    | Schruns, Rakousko      |
| 31. leden 1975    | Chamonix, Francie      |
| 16. prosinec 1976 | Cortina d'Ampezzo      |
| 19. leden 1979    | Hasliberg, Švýcarsko   |
| 26. leden 1979    | Schruns, Rakousko      |
| 16. leden 1980    | Arosa, Švýcarsko       |